# Catacomb 3D
 (décembre 2018).
Si vous disposez d'ouvrages ou d'articles de référence ou si vous connaissez des sites web de qualité traitant du thème abordé ici, merci de compléter l'article en donnant les références utiles à sa vérifiabilité et en les liant à la section « Notes et références ».
Catacomb 3D (ou Catacomb 3-D, aussi connu comme Catacomb 3-D: A New Dimension, Catacomb 3-D: The Descent ou encore Catacombs 3) est le premier jeu vidéo en 3D (après deux précédents jeux en 2D) de la série Catacomb, créé par les fondateurs de id Software et publié en 1991 par Softdisk.
Sorti la même année que Hovertank 3D, Catacomb 3D est le premier jeu de tir à la première personne (ou FPS, pour First Person Shooter) montrant la main du personnage, augmentant ainsi l'illusion d'être celui-ci. Étape importante dans la définition des standards du FPS, Catacomb 3D sera rapidement suivi par Wolfenstein 3D (1992) et surtout Doom (1993), tous deux également développés par id Software.

## Description
Le héros du jeu est un jeune sorcier capable de projeter des boules de feu plus ou moins puissantes avec ses mains. Piégé dans des catacombes, il doit s'en sortir en éradiquant les monstres démoniaques qu'il rencontre sur son chemin.

## Production
Catacomb 3D s'inspire d'un jeu antérieur de John Carmack, appelé Catacomb. Ce jeu en 2D utilisait une vue subjective du dessus du personnage. Il fut développé en 1989-1990 pour PC et Apple II. Sa suite, Catacomb II, présente de nouveaux niveaux avec le même moteur de jeu.
La première édition de l'adaptation 3D est nommée Catacomb 3-D: A New Dimension, mais elle est rééditée plus tard sous le nom de Catacomb 3-D: The Descent, puis Catacombs 3 pour une réédition destinée à un package commercial de logiciels (les versions précédentes ayant été distribuées par d'autres moyens tels que des disk magazines ou le téléchargement).
L'équipe de création était essentiellement constituée des fondateurs d'id Software : John Carmack, John Romero et Jason Blochowiak à la programmation, Tom Hall en tant que creative director, Adrian Carmack pour le côté artistique et Robert Prince pour la musique.

## Suites
Catacomb 3D a été suivi de trois jeux connus sous le nom de Catacomb Fantasy Trilogy. Ils n'ont pas été développés par id Software, bien qu'ils leur soient parfois crédités.

### The Catacomb: Abyss
Suite directe de Catacomb 3D, The Catacomb: Abyss introduit le même personnage principal dans une nouvelle aventure. C'est le seul jeu de la série qui sort en shareware. Il fut édité par Softdisk en 1992.

### The Catacomb: Armageddon
The Catacomb: Armageddon est la suite de The Catacomb: Abyss et prend place au jour présent. Il a été réédité sous le nom Curse of the Catacombs. Il a été développé par Softdisk et publié par Froggman en 1992.

### The Catacomb: Apocalypse
Le dernier jeu de la trilogie Catacomb Fantasy est The Catacomb: Apocalypse, réédité plus tard sous le nom Terror of the Catacombs. Son histoire est située dans un futur lointain, mêlant des éléments de fantasy et de science fiction (le joueur est par exemple opposé à des nécromanciens robotiques). Il fut développé par Softdisk et publié par Froggman en 1993.